# Aloe millotii
Aloe millotii ist eine Pflanzenart der Gattung der Aloen in der Unterfamilie der Affodillgewächse (Asphodeloideae). Das Artepitheton millotii ehrt den französischen Biologen Jacques Millot (1897–1980).

## Beschreibung

### Vegetative Merkmale
Aloe millotii wächst stammbildend und bildet von der Basis aus bis zu 20 Triebe. Die niederliegenden, spreizenden oder aufsteigenden Triebe sind bis zu 25 Zentimeter lang und 7 bis 9 Millimeter breit. Die dreieckigen Laubblätter sind bei Jungpflanzen zweizeilig angeordnet, später werden sie spiralig bis rosettig. Unterhalb der Triebspitzen sind sie auf einer Länge von 7 Zentimetern ausdauernd. Die trüb graugrüne, rötlich überhauchte Blattspreite ist 8 bis 10 Zentimeter lang und 7 bis 90 Zentimeter breit. An ihrer gerundeten Spitze befinden sich etwa fünf weiche, weiße, knorpelige Stachelchen. Auf der Blattoberseite befinden sich nahe der Basis manchmal einige wenige, kleine trübweiße Flecken. Auf der Unterseite sind viele zerstreute, 2 Millimeter lange und 1 bis 1,5 Millimeter breite weiße Flecken vorhanden. Die weißen Zähne am Blattrand sind 1 Millimeter lang und stehen 5 bis 10 Millimeter voneinander entfernt.

### Blütenstände und Blüten
Der einfache Blütenstand erreicht eine Länge von 12 bis 15 Zentimeter. Die lockeren, zylindrischen Trauben sind 3 bis 5 Zentimeter lang, 4 bis 5 Zentimeter und bestehen aus sechs bis acht Blüten. Die eiförmig-spitzen, zurückgeschlagenen Brakteen weisen eine Länge von 7 Millimeter auf und sind 4 Millimeter breit. Die scharlachroten, an ihrer Mündung helleren Blüten stehen an 6 bis 8 Millimeter langen Blütenstielen. Sie sind 22 Millimeter lang und an ihrer Basis gestutzt. Auf Höhe des Fruchtknotens weisen die Blüten einen Durchmesser von 7 Millimeter auf. Darüber sind sie auf 6 Millimeter verengt und schließlich zur Mündung erweitert. Ihre Perigonblätter sind nicht miteinander verwachsen. Die Staubblätter und der Griffel ragen 1 bis 2 Millimeter aus der Blüte heraus.

### Genetik
Die Chromosomenzahl beträgt {\displaystyle 2n=14}.

## Systematik und Verbreitung
Aloe millotii ist auf Madagaskar in der Provinz Toliara im Naturreservat Cap Sainte Marie im xerophytischen Busch auf Kalkstein in Höhen von 100 bis 150 Metern verbreitet. 
Die Erstbeschreibung durch Gilbert Westacott Reynolds wurde 1955 veröffentlicht.

## Nachweise